# Stomp
«Стомп» (англ. stomp — тупіт (ніг)) — перкусійний британський колектив та їхнє театральне шоу.
У своїх виступах використовують звуки предметів, що не належать до музичних інструментів (запальнички, швабри, сміттєві баки тощо).

## Історія виникнення
Ідея створення колективу виникла у місті Брайтон, влітку 1991 року. Це стало результатом десятирічної співпраці майбутніх засновників Стіва Мак-Ніколаса і Люка Крозвела (вони почали співпрацювати у 1981-му, як члени вуличного колективу «Pookiesnackenburger» і театральної трупи «Cliff Hanger»).

## Виступи
Гурт виступав на закритті Олімпійських ігор 2012 року.